# Chambre d'agriculture (Luxembourg)
Pour les autres articles nationaux ou selon les autres juridictions, voir Chambre d'agriculture.
La Chambre d'agriculture (en luxembourgeois : Landwirtschaftskummer et abrégée en LWK) est une chambre professionnelle responsable de la représentation de toutes les entreprises de l'agriculture (agriculteurs, viticulteurs, horticulteurs) au Luxembourg.

## Historique
Par la loi du 4 avril 1924 portant « création de chambres professionnelles à base élective », la Chambre d'agriculture est créée. 
Lors de la Libération du Luxembourg pendant la Seconde Guerre mondiale, le législateur reconnaît que la Chambre d'agriculture n'a pris que peu d'importance dans la vie publique. Par ailleurs, les autorités grand-ducales considèrent qu'il n'existe plus de représentation officielle de l'agriculture. À cette époque, la profession agricole est alors organisée dans la Centrale paysanne luxembourgeoise (lb). Par conséquent, un Conseil national de l'agriculture est créé pour assurer un rôle de représentation de la profession. 
Il faut attendre un peu plus de quarante ans pour que la loi du 7 septembre 1987 « modifiant et complétant la loi modifié du 4 avril 1924 […] » détermine le fonctionnement et le mode d'élection des représentants à la Chambre d'agriculture. La loi est complétée par le règlement grand-ducal du 29 juin 1988 qui prévoit l'installation de la chambre pour le 14 juillet.
En février 2021, dans un entretien auprès de RTL, le président de la Chambre d'agriculture reconnaît que le secteur agricole luxembourgeois est touché de manière « catastrophique » par la pandémie de Covid-19.

## Organisation
L'assemblée générale de la Chambre d'agriculture se compose de dix-neuf membres dont quinze agriculteurs, trois viticulteurs et un horticulteur.
Liste des présidents :
- dates inconnues : Lamoral de Villers
- 1945-1971	: Jules Meyers
- 1971-1984 : René Wester
- 1984-1988 : Norbert Funck
- 1988-2018 : Marco Gaasch (lb)
- Depuis 2018 : Guy Feyder